# Андре Репон
Андре Репон (на френски: André Repond) е швейцарски психиатър, пионер на психоанализата във френскоговореща Швейцария.

## Биография
Роден е през 1886 година в Марсен, Швейцария, където баща му е директор на психиатрия в кантона Фрибур. Репон започва да учи медицина, а след това работи в Цюрих. Става ученик на Ойген Блойлер в Бургхьолцли. Впоследствие се свързва с Лудвиг Бинсвангер и Евгени Минковски. Преминава обучителна анализа при Анри Флурноа. Става обучителен аналитик на Жермен Гекс и Франсоаз Хени.
Умира през 1973 година на 87-годишна възраст.